# Liste der angolanischen Botschafter in Italien
Der angolanische Botschafter in Rom ist regelmäßig auch bei der FAO, dem Welternährungsprogramm der Vereinten Nationen und dem Internationaler Fonds für landwirtschaftliche Entwicklung akkreditiert.
Die Botschaft von Angola befindet sich in der Via Druso 39 in Rom.
| Ernannt / Akkreditiert | Leiter der Auslandsvertretung              | Bemerkungen | ernannt von                         | akkreditiert bei     | Posten verlassen |
| ---------------------- | ------------------------------------------ | --- | ----------------------------------- | -------------------- | ---------------- |
| 1976                   | Venâncio da Silva Moura                    | José Venâncio de Moura (* 24. Februar 1940 in Sanza Pombo; † 6. März 1999), 11. November 1994: Mitunterzeichner des Lusaka-Protokolls, Juli 1992 bis Januar 1999 Außenminister | Lopo do Nascimento                  | Giulio Andreotti     |                  |
| 1980                   | Telmo de Almeida                           | | José Eduardo dos Santos             | Francesco Cossiga    | 1983             |
| März 1985              | Gaspar Cardoso                             | 1984 Geschäftsträger in Kinshasa bei Nyiwa Mobutu, Geschäftsführer von De Beers Angola. | José Eduardo dos Santos             | Bettino Craxi        |                  |
| 1987                   | Armindo Fernandes do Espírito Santo Vieira | | José Eduardo dos Santos             | Amintore Fanfani     | 1988             |
| 1989                   | Mawete João Baptista                       | Gouverneur der Provinz Cabinda, außerordentlicher Gesandter und Ministre plénipotentiaire in Lissabon, 1985 Botschafter in Madrid. 2013 Botschafter in Kinshasa | José Eduardo dos Santos             | Giulio Andreotti     | 1992             |
| 1993                   | Antero Alberto Ervedosa Abreu              | (* 22. Februar 1927 in Luanda) | Marcolino Moco                      | Carlo Azeglio Ciampi | 2001             |
| 1998                   | José Bernardo Domingos Quiosa              | | Lopo do Nascimento                  | Giulio Andreotti     | 2000             |
| 2000                   | Boaventura Cardoso                         | | Fernando da Piedade Dias dos Santos | Silvio Berlusconi    | 2002             |
| 2002                   | Batista Miguel                             | Geschäftsträger | José Eduardo dos Santos             | Francesco Cossiga    | 2002             |
| 29. Apr. 2002          | Armindo Fernandes do Espírito Santo Vieira | | José Eduardo dos Santos             | Bettino Craxi        |                  |
| 2005                   | Isabel Mercedes Da Silva Feijó             | Geschäftsträger, 2001 Botschafterin in Athen | Fernando da Piedade Dias dos Santos | Silvio Berlusconi    |                  |
| 2005                   | Manuel Pedro Pacavira                      | (* 14. Oktober 1939) 1968–1974: Campo do Tarrafal, 1976–1977: Director der Hafen und Eisenbahnanlagen von Angola, 1978–1981: Transportminister, 1981–1985: Landwirtschaftsminister, 1988–1991: UN-Hauptquartier 1991–2004: Gouverneur der Provinz Cuanza Norte, 1985–1988: Botschafter in Havanna zeitgleich in bei den Regierungen in Managua, Mexiko-Stadt und Conakry akkreditiert | Fernando da Piedade Dias dos Santos | Silvio Berlusconi    | 2. Juni 2011     |
| 2. Juni 2011           | Florêncio Mariano da Conceição de Almeida  | (* 21. Mai 1955 in Luanda) | José Eduardo dos Santos             | Silvio Berlusconi    | 8. Nov. 2011     |

Die Regierung des Movimento Popular de Libertação de Angola, des von Portugal unabhängigen Angola, wurde, nachdem sie von der Regierung in Brasília anerkannt worden war, von der Regierung in Rom anerkannt.